# Lasioserica bomansi
Lasioserica bomansi är en skalbaggsart som beskrevs av Ahrens 2000. Lasioserica bomansi ingår i släktet Lasioserica och familjen Melolonthidae. Inga underarter finns listade i Catalogue of Life.